# 후세촌 (시마네현 니타군)
후세촌(布勢村)은 시마네현 니타군에 설치되었던 촌이다. 현재의 오쿠이즈모정에 해당한다.